# استان کورگان

استان کورگان در نقشهٔ روسیه.

استان کورگان (به روسی: Курга́нская о́бласть، تلفظ: کورگانسکایا اُبلاست) یکی از واحدهای فدرالی روسیه است.
مساحت آن ۷۱٬۰۰۰ کیلومتر مربع، جمعیت آن ۱٬۰۱۹٬۵۳۲ نفر است (آمار ۲۰۰۲) و مرکز این استان شهر کورگان است.

## منطقه زمانی
استان کورگان در منطقه زمانی یکاترینبورگ قرار گرفته‌است.